# 万象 (1941年)
《万象》是陈蝶衣于1941年在上海创办的月刊杂志。7月1日出版创刊号，后由柯灵担任主编。1945年6月1日正式停刊。
除陈蝶衣在1941年创办的《万象》月刊外，当时及后来还有若干种同名刊物。1943年间，由上海万象书屋出版，陈蝶衣主编，曾出过九期的《万象》旬刊。1998年时，俞晓群、沈昌文、陆灏效仿旧《万象》杂志，创办新《万象》杂志。